# カルロス・アルカラス (サッカー選手)
カルロス・ホナス・アルカラス（Carlos Jonas Alcaraz, 2002年11月30日 - ）は、アルゼンチン・ブエノスアイレス州ラ・プラタ出身のサッカー選手。エヴァートンFC所属。アルゼンチン代表。ポジションはMF。

## クラブ経歴
2017年にラシン・クラブのユースチームに入団。2020年にトップチームに昇格。1月26日の国内リーグスーペルリーガ・アルヘンティーナのアトレティコ・トゥクマン戦で、後半34分から起用されプロデビュー。以降2021年シーズンより出場機会が増え、先発に定着。2022年シーズンはリーグ戦33試合7ゴールを記録した。
2023年1月11日、サウサンプトンFCと2027年までの4年半の契約を締結。2月11日、プレミアリーグのウルヴァーハンプトン・ワンダラーズFC戦で、前半24分に先制点となる移籍後初ゴールを決めるも後半に逆転され、試合は1-2で敗れた。
2024年1月31日、ユヴェントスFCへの半年間のレンタル移籍が発表された。
2024年8月29日、CRフラメンゴに移籍した。
2025年2月4日、エヴァートンFCに買取オプション付きのレンタルで移籍した。

## タイトル

### クラブ
ユヴェントス
- コッパ・イタリア：1回 (2023-24)